# Bromley (wijk)
Bromley is een stedelijke kern (ONS-code E09000006) in het zuidoosten van de regio Groot-Londen, Engeland. Sinds 1965 vormt het de centrale wijk van de gelijknamige Londense borough Bromley. De stedelijke kern van de borough bestaat uit een vijftal wards, die tezamen zo'n 70.000 inwoners tellen, minder dan een kwart van de totale bevolking van de borough. Bromley is een belangrijk verzorgingscentrum in dit deel van Outer London.

## Geschiedenis
Bromley wordt voor het eerst genoemd in een document uit 862 van Ethelbert van Wessex als Bromleag, wat zoveel betekent als 'open landschap waar brem (broom) groeit'. Bromley St Peter and St Paul, zoals het later heette, was een parish in het graafschap Kent. De geschiedenis van de plaats hangt nauw samen met die van het bisdom Rochester, waarvan het tot 1845 afhankelijk was. Bromley Palace, waarvan nog een kern bewaard is in het Bromley Civic Centre, was eeuwenlang de lokale zetel van de bisschop en diens vertegenwoordigers. Het dorp was een belangrijke tussenstop voor de postkoetsen tussen Londen en de Kanaalhaven Hastings. De komst van de spoorwegen in 1858 leidde tot een snelle expansie. In 1840 werd de parish onderdeel van het Londense Metropolitan Police District, maar pas in 1965 werd het administratief overgeheveld van Kent naar Groot-Londen (de postcodes BR1 en BR2 wijzen nog op deze late toetreding tot de Londense agglomeratie).
Bromley wordt in de toekomstvisie London Plan (2004/2015) aangemerkt als een van de 19 metropolitan centres van Groot-Londen met een verzorgingsgebied groter dan de eigen borough. Tevens is het een van de 38 opportunity areas in de agglomeratie, gebieden met positieve ontwikkelingsmogelijkheden.

## Voorzieningen
In Bromley is het administratieve centrum van de London Borough of Bromley gevestigd. Daarnaast zijn er diverse juridische, educatieve en medische instellingen gevestigd, waaronder het psychiatrische ziekenhuis Bethlem Royal Hospital (o.a. bekend van de Amerikaanse horrorfilm Bedlam). Belangrijke particuliere werkgevers zijn de verzekeringsmaatschappij Churchill Insurance en de touroperator Monarch Holidays.
Bromley heeft een van de grootste concentraties van winkels in Zuid-Londen. De meeste winkels - en een dagmarkt - zijn gevestigd in het voetgangersgebied rondom de High Street en Market Square. Het grote, overdekte winkelcentrum The Glades telt zo'n 135 winkels, waaronder diverse warenhuizen (onder andere een filiaal van de Nederlandse keten HEMA). Aan de High Street zijn tevens het Churchill Theatre (met 781 stoelen), een grote openbare bibliotheek, een art-deco-bioscoop en diverse pubs en restaurants gevestigd.
Bromley telt twee treinstations: Station Bromley North en Station Bromley South met treinverbindingen naar diverse stations in Londen en Kent. Bromley South biedt bovendien een nonstop-verbinding met Station London Victoria. Daarnaast zijn er een groot aantal busverbindingen, zowel van Transport for London (binnen Groot-Londen) als van Arriva (naar bestemmingen in Kent).
De stad heeft een groot aantal sportverenigingen, waaronder vier voetbalclubs (o.a. Bromley FC, spelend in de National League) en vier rugbyclubs. Vlak bij het centrum ligt het stadspark Church House Gardens met een openluchttheater en een grote eendenvijver. Het park met relatief grote hoogteverschillen biedt uitzicht op de heuvels van de North Downs.

## Bezienswaardigheden
De historische parochiekerk St Peter and St Paul werd tijdens de Tweede Wereldoorlog grotendeels verwoest (met uitzondering van de toren) en is daarna heropgebouwd en vergroot. Hetzelfde lot trof de laat-19e-eeuwse kerk van St Mark in Bromley South.

## Afbeeldingen

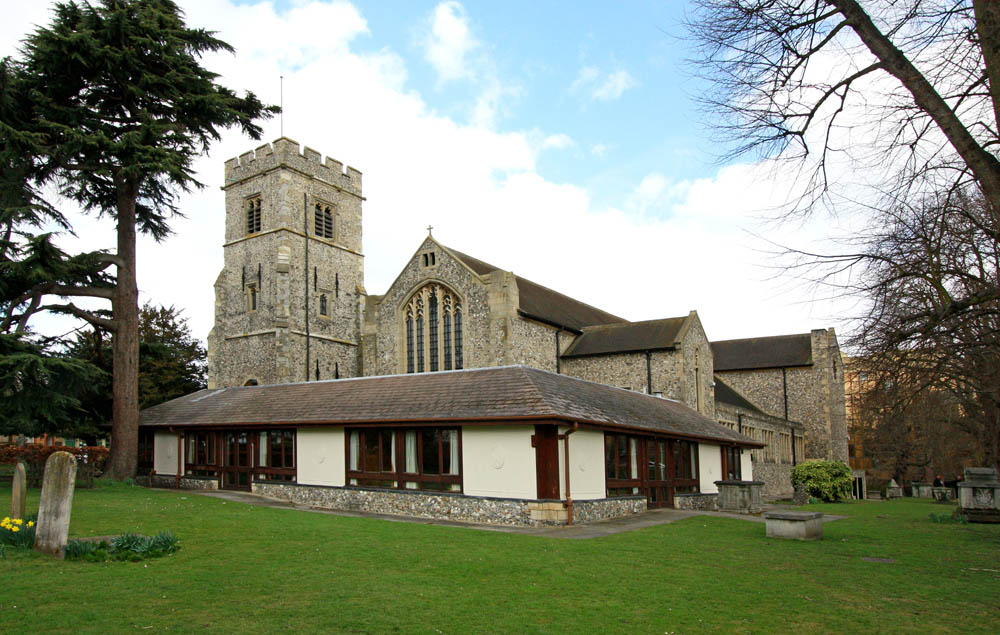
St Peter and St Paul
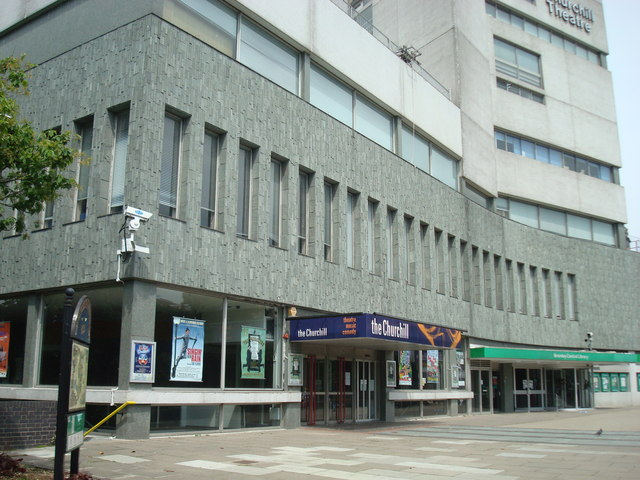
Churchill Theatre
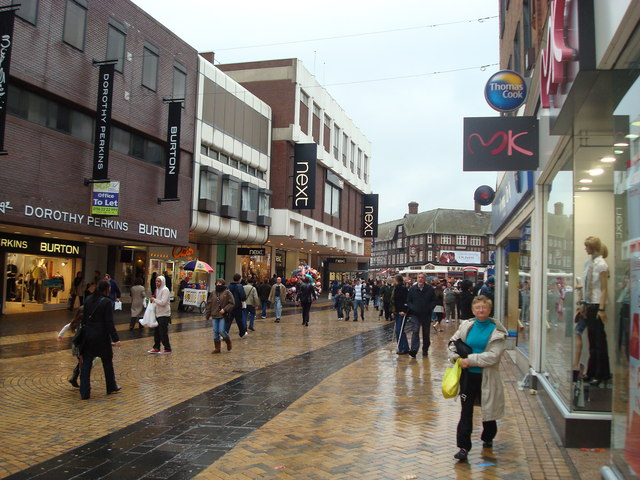
Bromley High Street
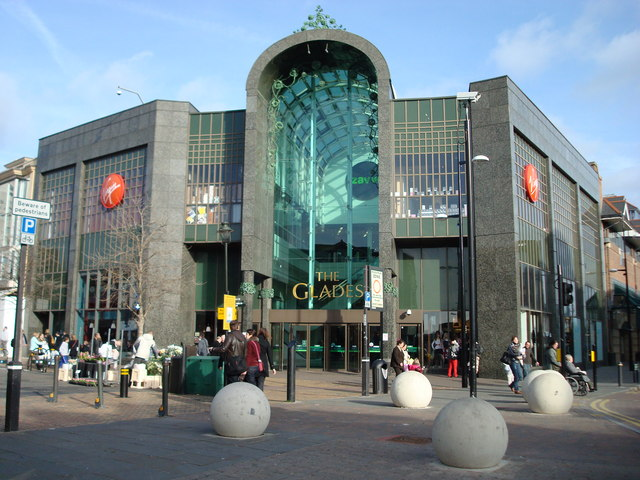
Winkelcentrum The Glades

## Bekende inwoners

### Geboren
- H.G. Wells (1866-1946), schrijver (o.a. The War of the Worlds)
- William Hill (1896-1958), Brits atleet en voetballer
- John Grahame Douglas Clark (1907-1995), archeoloog
- Denny Wright (1924-1992), jazzgitarist
- Alan Blakley (1942-1996), gitarist, componist (The Tremeloes) en platenproducer
- Hanif Kureishi (1954), Engels-Pakistaans schrijver en cineast
- Barry Atsma (1972), Nederlands acteur
- Richard Reid (1973), tot de islam bekeerde Brit, die in 2001 poogde een vliegtuig op te blazen
- Michael Beale (1980), voetbaltrainer en voormalig voetballer
- Pixie Lott (1991), zangeres, songwriter, actrice

### Bekende inwoners (elders geboren)
- Peter Kropotkin (1842-1921), Russisch anarchist
- Aleister Crowley (1875-1947), schrijver, dichter, esotericus
- William Earl Johns (1893-1968), auteur (o.a. Biggles-serie)
- Enid Blyton (1897-1968), auteur (o.a. De Vijf)
- Michael York (1942), acteur
- David Bowie (1947-2016), zanger, songwriter, acteur
- Peter Frampton (1950), zanger, songwriter, rockgitarist
- Billy Idol (1955), zanger, songwriter, acteur
- Poly Styrene (1957-2011), punkzangeres
- Alex Clare (1985), zanger, songwriter